# Josef Erber
Josef Erber, do 1944 Josef Houstek (ur. 16 października 1897, zm. 1987) – zbrodniarz hitlerowski, członek załogi obozu koncentracyjnego Auschwitz-Birkenau i SS-Oberscharführer.
Urodził się w Ottendorfie (obecnie miejscowość leży w Czechach) jako Josef Houstek. Podczas I wojny światowej walczył w niemieckiej armii na froncie rosyjskim i włoskim. W 1936 wstąpił do Partii Sudeckoniemieckiej w Czechosłowacji. W 1939 Houstek stał się członkiem NSDAP i SS. Od listopada 1940 do stycznia 1945 pełnił służbę w Auschwitz. Początkowo był wartownikiem, następnie od połowy 1942 sprawował funkcje w obozowym gestapo (Politische Abteilung), zarówno w obozie głównym Auschwitz I, jak i w obozie kobiecym w Birkenau. Houstek, który w 1944 zmienił nazwisko na Erber, brał udział w rozlicznych selekcjach dokonywanych na rampie w Brzezince, a także w szpitalu kobiecym i szpitalu w Monowicach. Uczestniczył również w rozstrzeliwaniu więźniów żydowskiego Sonderkommando po powstaniu w krematoriach w październiku 1944. Oprócz tego dokonywał również licznych mordów indywidualnych. 
W maju 1945 Erber dostał się do niewoli amerykańskiej, z której został zwolniony w 1947. Następnie przez 15 lat mieszkał nie niepokojony w bawarskiej miejscowości Hof. 1 października 1962 został aresztowany przez władze zachodnioniemieckie. W procesie, który toczył się w dniach 14 grudnia 1965 – 16 września 1966 przed Sądem we Frankfurcie nad Menem Josef Erber został skazany na zbrodnie popełnione w Auschwitz-Birkenau na dożywotnie pozbawienie wolności. Z więzienia zwolniono go w 1986. Zmarł rok później. 